# Софора японська (Зозулинці)
Софо́ра япо́нська — ботанічна пам'ятка природи місцевого значення в Україні. Об'єкт природно-заповідного фонду Вінницької області. 
Розташована в межах Козятинського району Вінницької області, у селі Сошанське. 
Площа 0,01 га. Оголошена відповідно до Рішення Вінницького облвиконкому від 29.08.1984 року № 371. Перебуває у віданні: Зозулинецька сільська рада, СВК «Хлібороб». 
Статус надано для збереження цінного рідкісного в області екземпляру деревної породи.